# Tarachaster
Tarachaster is een geslacht van zeesterren uit de familie Ganeriidae.

## Soorten
- Tarachaster australis McKnight, 1973
- Tarachaster tenuis Fisher, 1913